# NRK3
NRK3 je norský veřejnoprávní televizní kanál, zaměřený na mládež a dospělé nižšího věku. Provozuje a spravuje jej Norsk rikskringkasting (NRK).
Vysílání bylo zahájeno dne 3. září 2007 a vysílá od 19:30 každý večer.
Sdílí frekvenci se stanicí NRK Super, což je dětský kanál, který zahájil vysílání 1. prosince 2007.

## Vývoj loga

Staré logo NRK3, září 2007—2011
Staré logo NRK3 HD, 2010—2011
Současné logo NRK3, od října 2011
Současné logo NRK3 HD, od října 2011